# Kurtzia aethra
Kurtzia aethra é uma espécie de gastrópode do gênero Kurtzia, pertencente a família Mangeliidae.